# Saint-Jean-et-Saint-Paul
Pour les articles homonymes, voir Saint-Jean et Saint-Paul.
Saint-Jean-et-Saint-Paul (Sant-Jóan e Sant-Paul en occitan) est une commune française, située dans le département de l'Aveyron en région Occitanie.

## Géographie

### Localisation
Le territoire de la commune matérialise une fraction sud du Massif central sur les versants caussenards du Larzac. Ils sont à une quinzaine de kilomètres de Saint-Affrique, et à une dizaine de kilomètres du village de Roquefort-sur-Soulzon, où l'on peut visiter les caves de Roquefort.

### Accès
La gare de Tournemire-Roquefort (sur la commune de Tournemire) sur la ligne des Causses (ligne Béziers - Neussargues) est la plus proche de la commune (5 km environ).
La commune fait également partie du circuit touristique « Templier & Hospitalier du Larzac ».

### Communes limitrophes
Saint-Jean-et-Saint-Paul est limitrophe de dix autres communes.
Les communes limitrophes sont  Marnhagues-et-Latour, Roquefort-sur-Soulzon, Saint-Affrique, Saint-Beaulize, Saint-Félix-de-Sorgues, Saint-Jean-d'Alcapiès, Sainte-Eulalie-de-Cernon, Tournemire, Versols-et-Lapeyre et Viala-du-Pas-de-Jaux.
| Saint-Jean-d'Alcapiès | Roquefort-sur-Soulzon, Tournemire            | Viala-du-Pas-de-Jaux                     |
| Saint-Affrique        | Saint-Jean-et-Saint-Paul                     | Sainte-Eulalie-de-Cernon, Saint-Beaulize |
| Versols-et-Lapeyre    | Marnhagues-et-Latour, Saint-Félix-de-Sorgues |                                          |

### Hydrographie
Le Soulzon, le ruisseau de Rauffenc et le ruisseau des Crozes sont les principaux cours d'eau traversant la commune.

### Climat
Pour des articles plus généraux, voir Climat de l'Occitanie et Climat de l'Aveyron.
En 2010, le climat de la commune est de type climat des marges montargnardes, selon une étude s'appuyant sur une série de données couvrant la période 1971-2000. En 2020, Météo-France publie une typologie des climats de la France métropolitaine dans laquelle la commune est exposée à un climat de montagne et est dans la région climatique Sud-est du Massif Central, caractérisée par une pluviométrie annuelle de 1 000 à 1 500 mm, minimale en été, maximale en automne.
Pour la période 1971-2000, la température annuelle moyenne est de 11,2 °C, avec une amplitude thermique annuelle de 15,7 °C. Le cumul annuel moyen de précipitations est de 1 090 mm, avec 10,6 jours de précipitations en janvier et 5 jours en juillet. Pour la période 1991-2020, la température moyenne annuelle observée sur la station météorologique la plus proche, située sur la commune de Cornus à 14 km à vol d'oiseau, est de 10,1 °C et le cumul annuel moyen de précipitations est de 1 007,4 mm,. Pour l'avenir, les paramètres climatiques de la commune estimés pour 2050 selon différents scénarios d'émission de gaz à effet de serre sont consultables sur un site dédié publié par Météo-France en novembre 2022.

## Urbanisme

### Typologie
Au 1er janvier 2024, Saint-Jean-et-Saint-Paul est catégorisée commune rurale à habitat très dispersé, selon la nouvelle grille communale de densité à 7 niveaux définie par l'Insee en 2022.
Elle est située hors unité urbaine. Par ailleurs la commune fait partie de l'aire d'attraction de Saint-Affrique, dont elle est une commune de la couronne,. Cette aire, qui regroupe 16 communes, est catégorisée dans les aires de moins de 50 000 habitants,.

## Histoire

### Saint-Jean-d'Alcas
- Au VIIIe siècle, une première église dédiée à saint Jean Baptiste est construite.
- 1153 : Le Mas d'Olcas est cité dans certains textes.
- 1170 : Le village et l'église sont donnés au prieuré de Nonenque[11] par l’évêché de Rodez.
- 1321: L'abbesse de Nonenque signe un contrat de paréage avec le roi de France Philippe V le Long. L'abbesse reste propriétaire de ses terres et le roi en protège les habitants
- 1356 : L'église est surélevée et fortifiée pour faire face à la guerre de Cent Ans.
- 1439 : Un fort de petite dimension est érigé par les habitants pour se défendre contre les pillards (routiers) qui sévissent dans la région.
- 1573 : Pendant les guerres de religion, l'abbesse de Nonenque fait assassiner deux chefs huguenots. En représailles, les huguenots brûlent l'abbaye de Nonenque et ses religieuses doivent se réfugier à Saint-Jean-d'Alcas. Elles iront ensuite se réfugier dans le château de Saint-Izaire.

### Saint-Paul-des-Fonts
Vers 2 500 av. J.-C. les premiers habitants du « village » donnèrent leur nom à une culture néolithique : « la culture des Treilles » - du nom de la grotte située dans la falaise de Saint-Paul-des-Fonts et fouillée par Louis Balsan dans les années trente.
Le nom du village a par la suite varié : Saint Paul de la Foz, en 1170, par référence à la résurgence de la rivière Label, puis Saint Paul de la Rocca Trebalo, dans les conforts de 1241, par référence à son château ; le village reprend le nom de ses résurgences à partir de 1322 et le nom devient Saint Paul de las Foz. Lorsque la forme de ce nom est latinisée en 1469 en Saint Paulus de Fontibus, une erreur est commise sur le type de source des rivières de l'Adou et de Label et cette erreur se perpétue aujourd'hui avec le nom de Saint Paul-des-Fonts.
Ce village fut gagé par le roi Pierre d'Aragon en garantie d'un prêt consenti par le comte de Toulouse. Le prêt n'ayant pas été remboursé, le château et les terres devinrent propriété du comte de Toulouse à la suite du traité de Paris en 1229. Avec l’annexion à la couronne de France du Comté de Toulouse en 1271, le village passa sous souveraineté royale.
Plus récemment, des scientifiques s’y installèrent : le botaniste Hippolyte Coste y fut curé et le mathématicien et ministre Émile Borel y eut une maison.

#### Les Templiers et les Hospitaliers
La Commanderie de Sainte-Eulalie-de-Cernon fit sur le territoire du village l’acquisition de terres et de droits. Cela créa certains contentieux entre les Templiers, les villageois et les cisterciens de l’Abbaye voisine de Nonenque.
Lors de la dévolution des biens de l'ordre du Temple les terres templières passèrent aux Hospitaliers de l'ordre de Saint-Jean de Jérusalem

## Démographie
L'évolution du nombre d'habitants est connue à travers les recensements de la population effectués dans la commune depuis 1793. Pour les communes de moins de 10 000 habitants, une enquête de recensement portant sur toute la population est réalisée tous les cinq ans, les populations de référence des années intermédiaires étant quant à elles estimées par interpolation ou extrapolation. Pour la commune, le premier recensement exhaustif entrant dans le cadre du nouveau dispositif a été réalisé en 2006.

En 2022, la commune comptait 284 habitants, en évolution de +2,53 % par rapport à 2016 (Aveyron : +0,37 %, France hors Mayotte : +2,11 %).
| 1793 | 1800 | 1821  | 1831  | 1836  | 1841 | 1846 | 1851 | 1856 |
| ---- | ---- | ----- | ----- | ----- | ---- | ---- | ---- | ---- |
| 863  | 977  | 1 285 | 1 442 | 1 418 | 994  | 956  | 954  | 916  |

| 1861 | 1866 | 1872  | 1876 | 1881 | 1886 | 1891 | 1896 | 1901 |
| ---- | ---- | ----- | ---- | ---- | ---- | ---- | ---- | ---- |
| 851  | 768  | 1 034 | 804  | 831  | 794  | 717  | 694  | 706  |

| 1906 | 1911 | 1921 | 1926 | 1931 | 1936 | 1946 | 1954 | 1962 |
| ---- | ---- | ---- | ---- | ---- | ---- | ---- | ---- | ---- |
| 667  | 617  | 501  | 538  | 454  | 376  | 372  | 342  | 314  |

| 1968 | 1975 | 1982 | 1990 | 1999 | 2006 | 2011 | 2016 | 2021 |
| ---- | ---- | ---- | ---- | ---- | ---- | ---- | ---- | ---- |
| 303  | 275  | 242  | 208  | 218  | 257  | 268  | 277  | 282  |

| 2022 | - | - | - | - | - | - | - | - |
| ---- | - | - | - | - | - | - | - | - |
| 284  | - | - | - | - | - | - | - | - |

## Politique et administration
| Période                                  | Période   | Identité                | Étiquette | Qualité                              |
| ---------------------------------------- | --------- | ----------------------- | --------- | ------------------------------------ |
| avant 1981                               | ?         | Fernand Barascud        |           |                                      |
| 2001                                     | mars 2014 | Marie Thérèse Foulquier |           |                                      |
| avril 2014                               | mai 2020  | Florian Solier          |           | Ouvrier (secteur privé)              |
| mai 2020                                 | En cours  | Anne Calmels,           |           | Employée administrative d'entreprise |
| Les données manquantes sont à compléter. |           |                         |           |                                      |

## Économie
L'économie de la commune est caractérisée par une agriculture traditionnelle extensive fondée sur l'élevage pour la production laitière de brebis destinée à l'élaboration des fromages de roquefort, pérail, tome et pour la production de veaux et agneaux destinés à l'engraissement. Des diversifications existent tournées vers l'apiculture, la production de bois de chauffe, le tourisme rural...
La commune possède plusieurs logements de tourisme (gîtes, locations temporaires, etc.) ainsi qu'un restaurant.

## Culture locale et patrimoine

### Lieux et monuments
- Le village fortifié de Saint-Jean-d'Alcas, dont les remparts sont presque intacts, et qui possèdent quatre tours d'angle. Appartenant à l'abbaye cistercienne de Nonenque[11], la cité est fortifiée vers 1439, selon un plan rectangulaire avec des tours rondes aux angles. L'église, plus ancienne et déjà fortifiée, a été intégrée aux fortifications.
- Église de la Conversion-de-Saint-Paul de Saint-Paul-de-Fonts.
- Église Saint-Jean de Saint-Jean-d'Alcas.
- L'espace botanique Hippolyte Coste à Saint-Paul-des-Fonts.
- Le causse du Larzac.
- Sur la commune, il y a de nombreuses granges monastiques telles celles de Caussanuéjouls, Caussanus, La Fage et Massergues.
- La tour carrée de la Vialette.
- Le cirque naturel de Saint-Paul-des-Fonts.
- La grotte des Treilles.
- La « cabane » de Saint-Paul-des-Fonts, plus connue sous le nom de grotte de la Cabane, est une ancienne cave à fromage des Causses.
- Le sanctuaire héroïque des Touriès (VIIIe – Ve siècles av. J.-C.).
- Le domaine de la Vialette  Inscrit MH (1984)[20] de la 2e moitié du XVe siècle ; 1re moitié du XVIe siècle; XVIIe siècle.

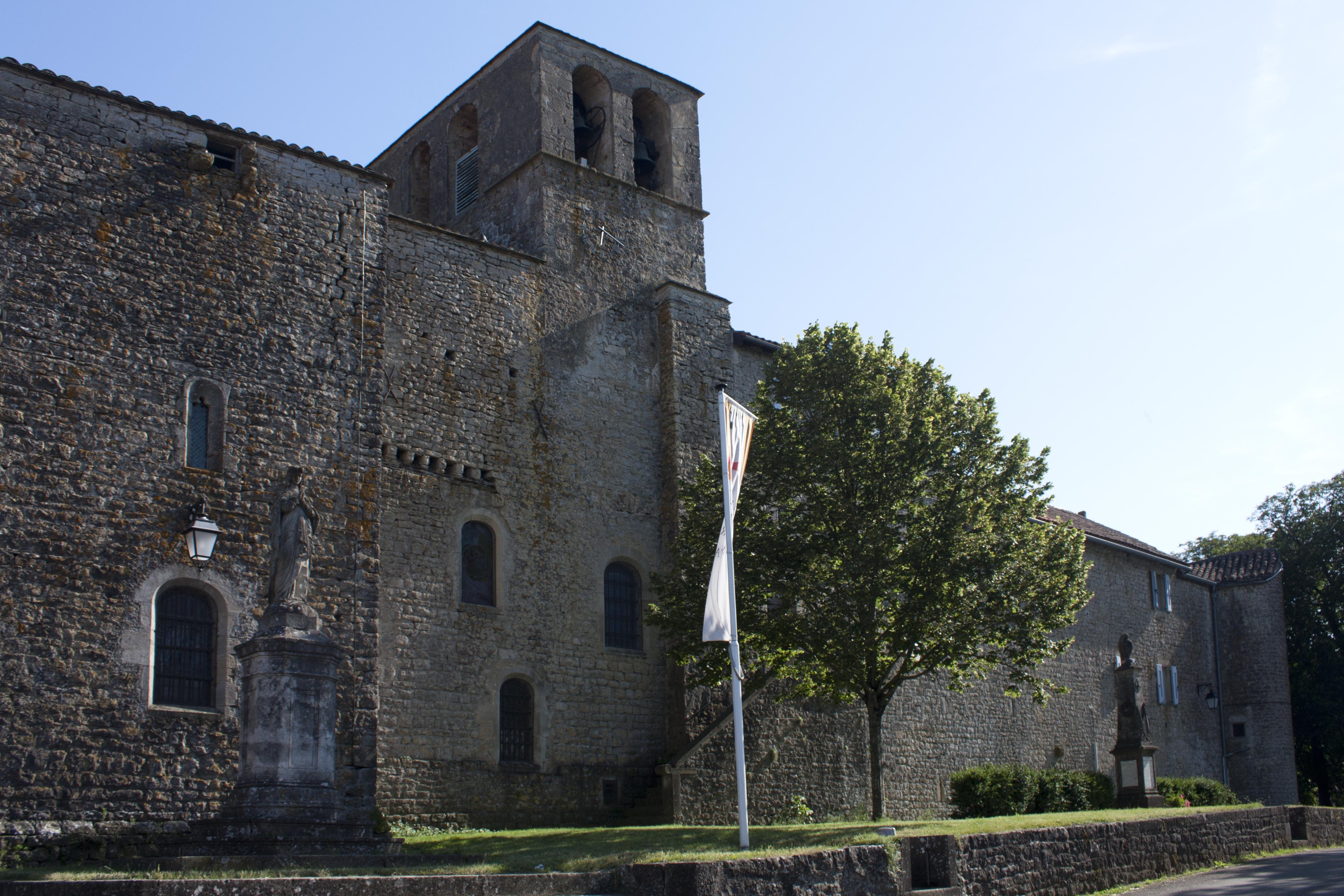
Église Saint-Jean de Saint-Jean-d'Alcas
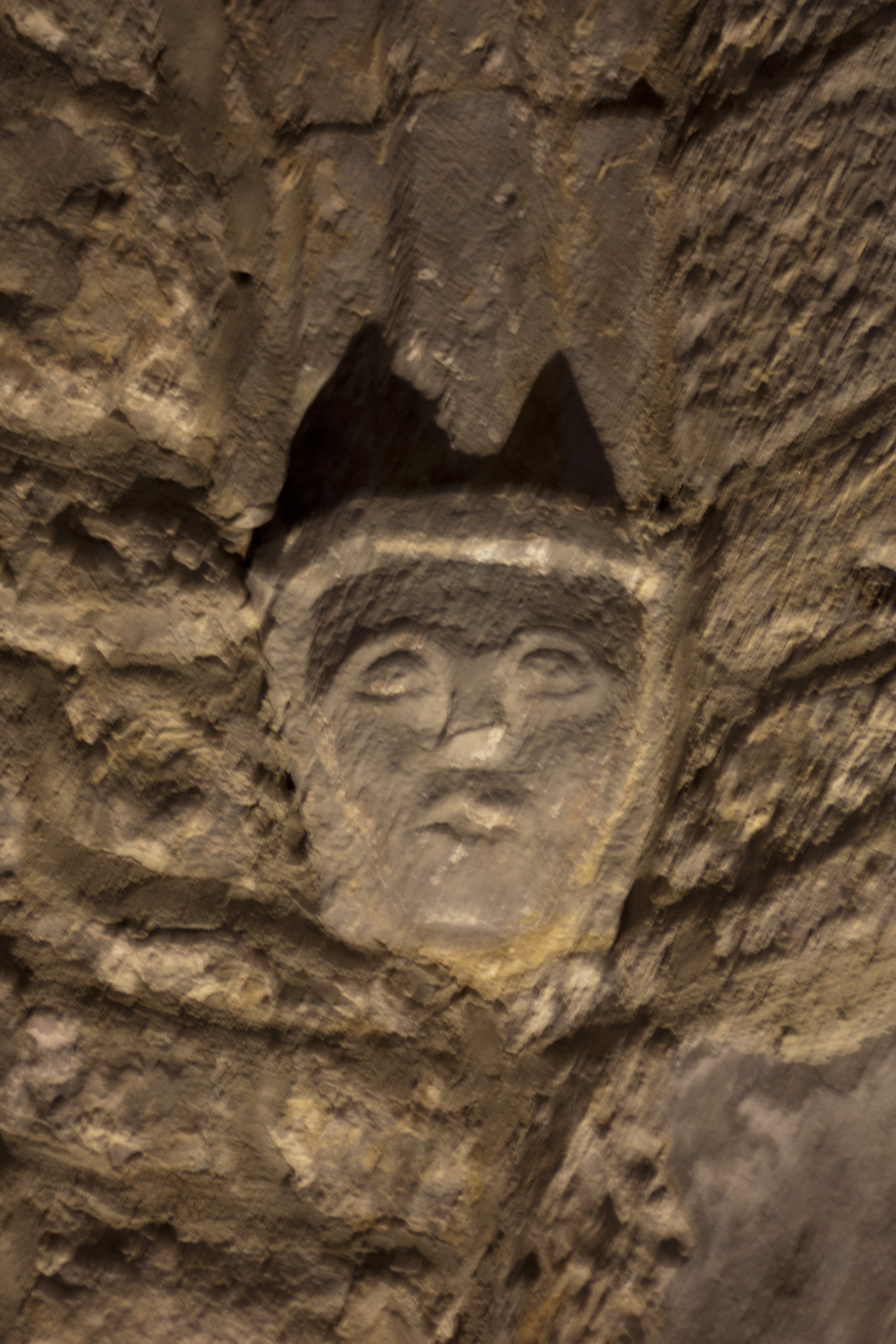
Cul de Lampe, Saint Jean d'Alcas.
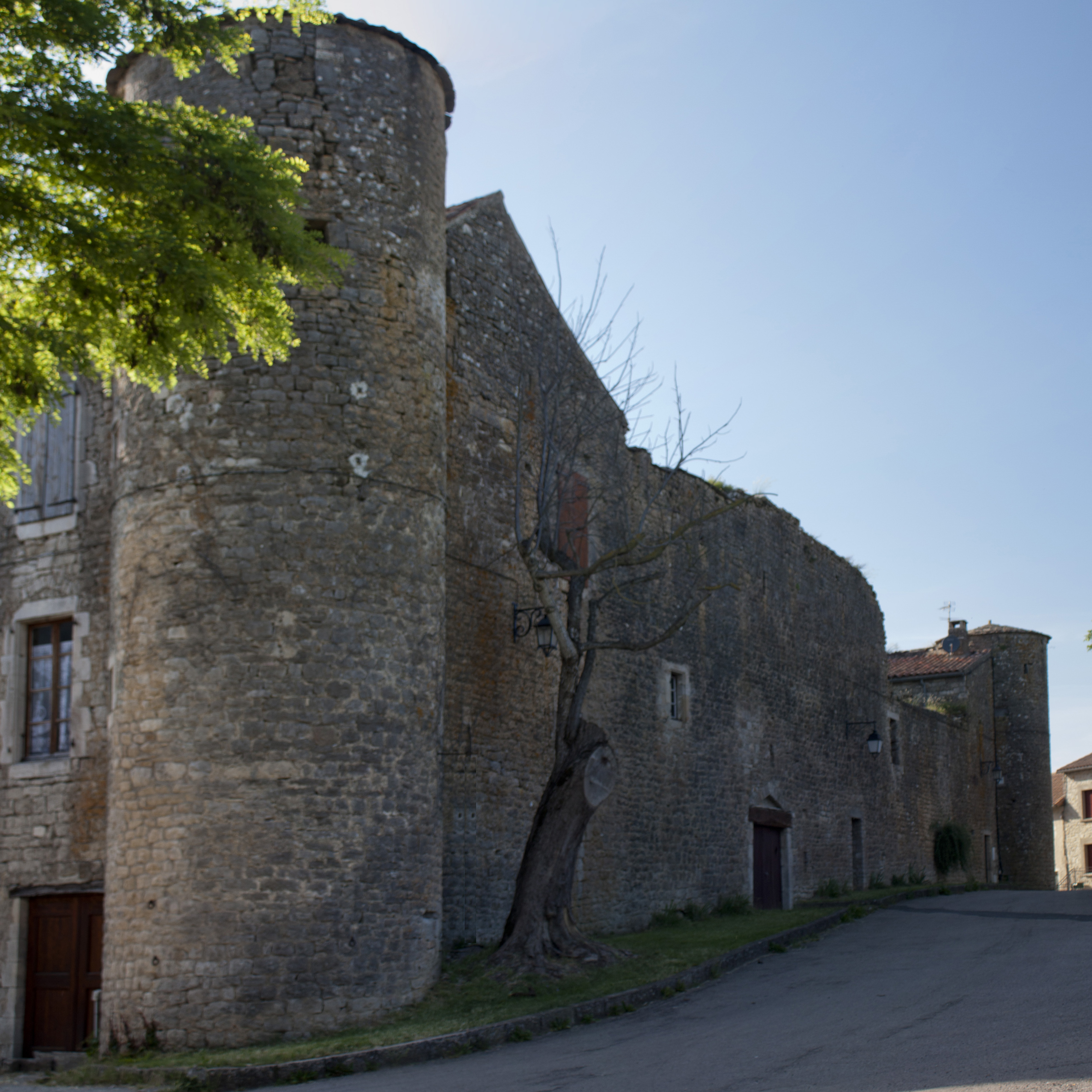
Village fortifié de Saint Jean d'Alcas.
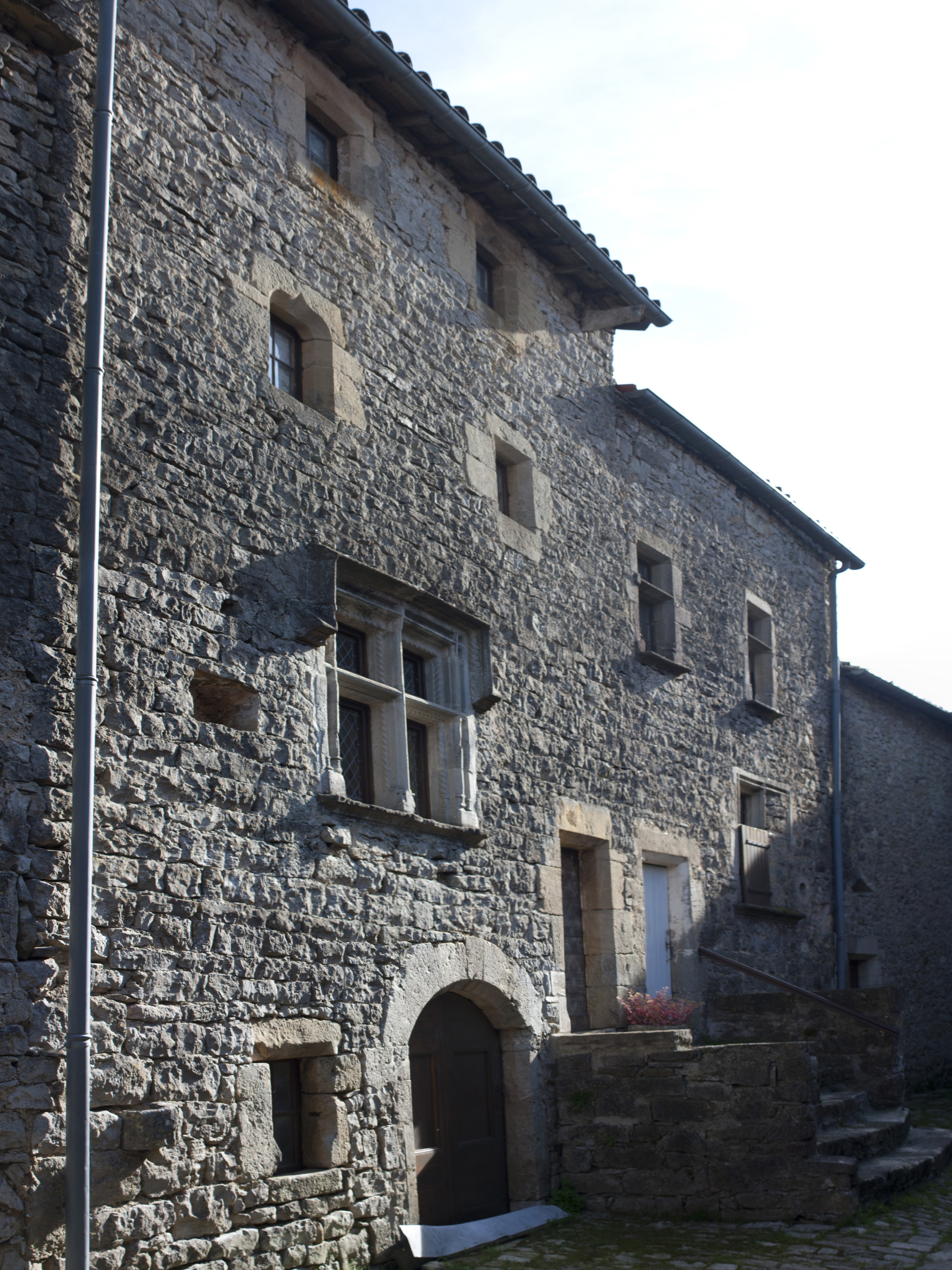
Le « grenier de la rente » servait autrefois à entreposer les redevances de l'abbesse de Nonenque.
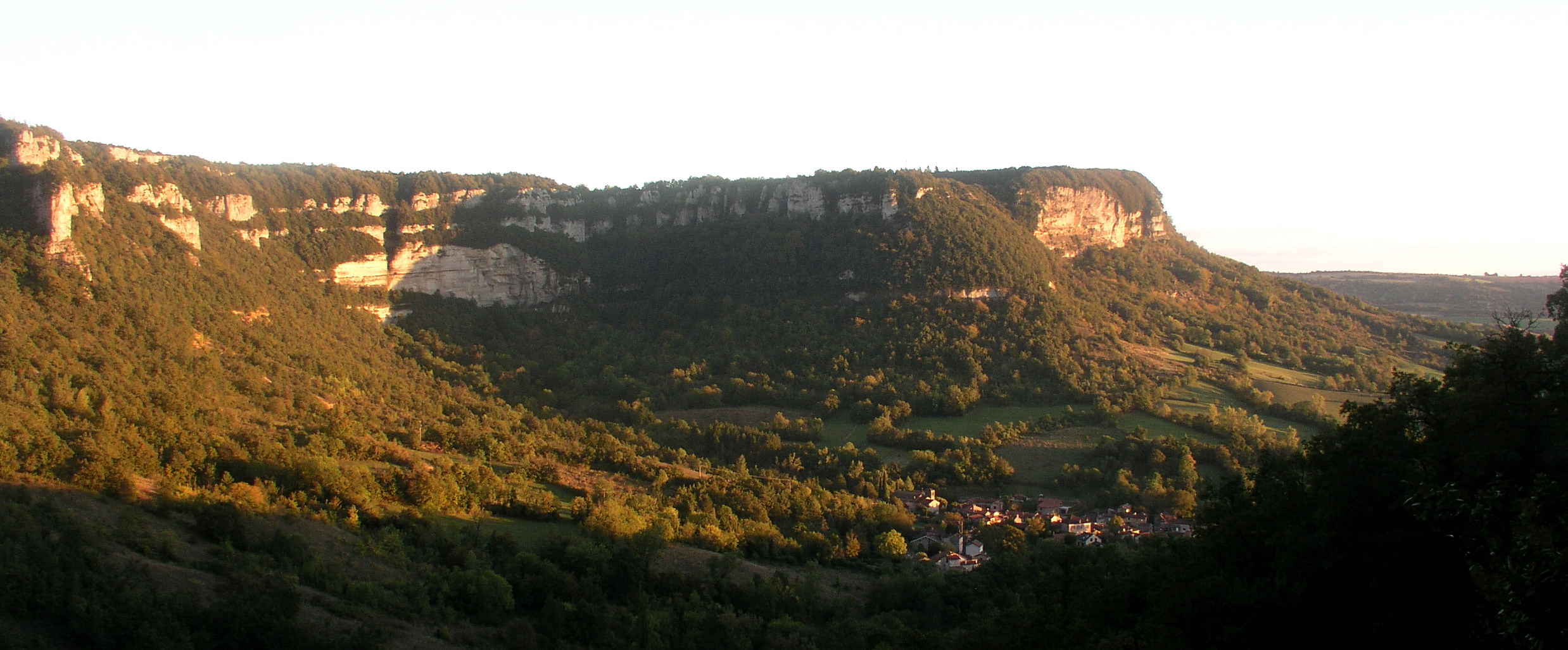
Cirque de Saint Paul des Fonts.
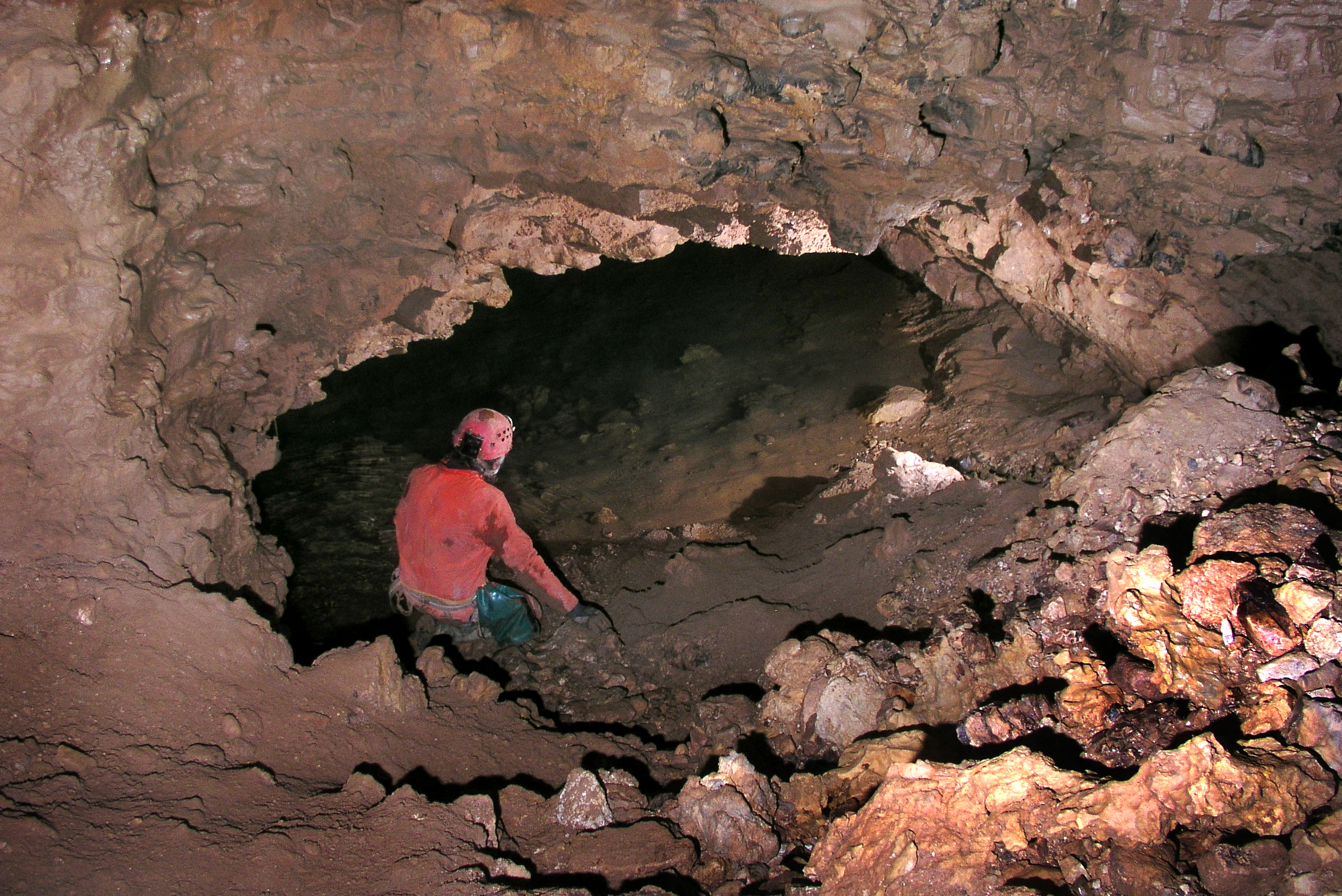
Siphon de la grotte de la Cabane à Saint Paul des Fonts.

### Personnalités liées à la commune
- Le chanoine Hippolyte Coste (1858-1924) : il fut curé de la paroisse de Saint-Paul-des-Fonts de 1894 à 1924. Comme botaniste, Hippolyte Coste fut l'auteur reconnu internationalement d’une « Flore descriptive et illustrée de la France, de la Corse et des contrées limitrophes », publiée de 1900 à 1906, et vice-président de la Société Botanique de France. Il est enterré dans le cimetière du village.

### Héraldique
| Blason de Saint-Jean-et-Saint-Paul | Blason  | Parti : au 1er de gueules à la crosse épiscopale d'or et au château du même maçonné de sable, brochant sur la crosse, au 2e d'azur à l'épée versée d'argent surmontée d'un oméga enfermant la poignée de l'épée et accostée en pointe de deux quintefeuilles, le tout du même, à la fasce ondée d'or brochant sur l'épée.                                                      |
| Blason de Saint-Jean-et-Saint-Paul | Détails | Les partis représentent respectivement les anciennes communes de Saint-Jean-d'Alcas et de Saint-Paul-des-Fonts, avec l'oméga représentant le cirque naturel de cette dernière, l'épée est l'attribut de saint Paul, les quintefeuilles renvoient au chanoine Coste et enfin la fasce ondée représente les rivières de L'Annou et de Label. Adopté par la municipalité en 2015. |
| Blason de Saint-Jean-et-Saint-Paul | Alias   | De sinople aux deux léopards de gueules* passant l'un sur l'autre. * Il y a là non-respect de la règle de contrariété des couleurs : ces armes sont fautives (gueules sur sinople)Ancien blason de la commune. |